# Brännved

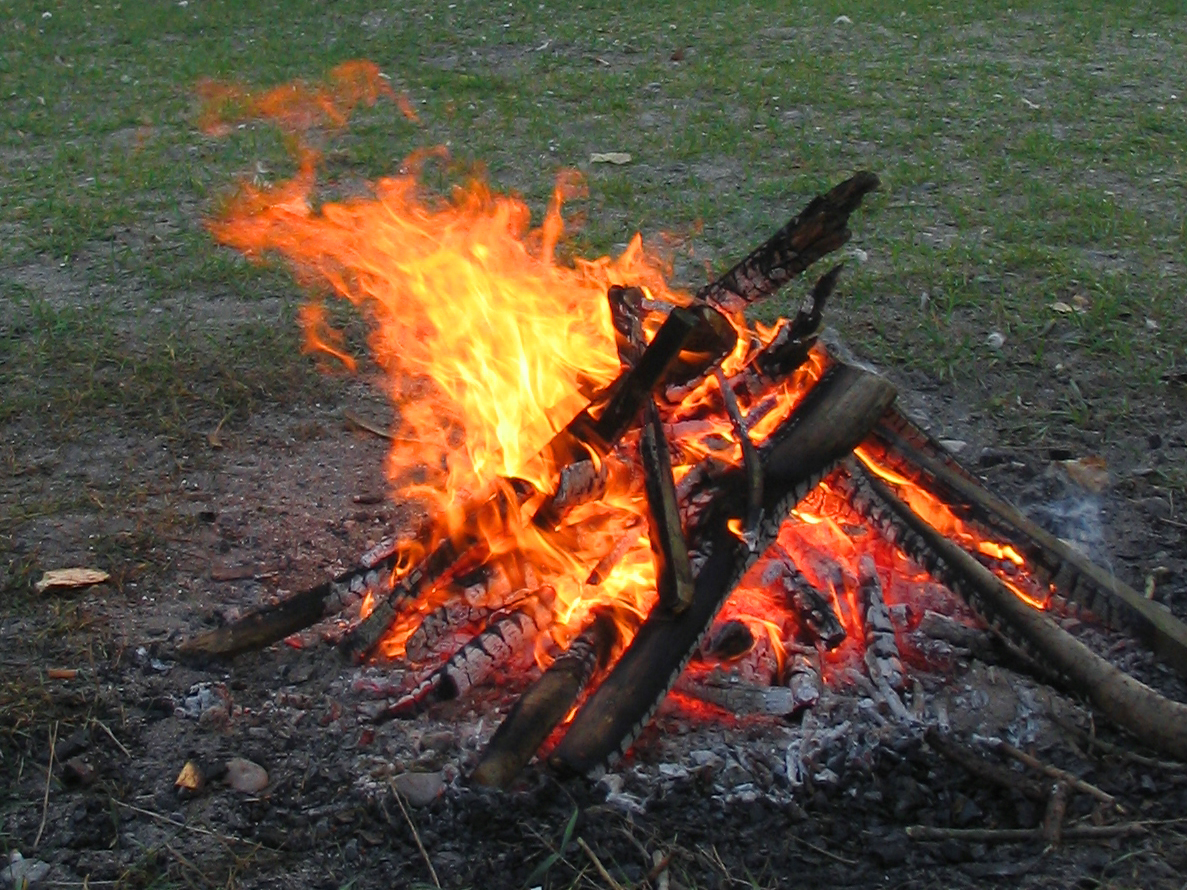
Brännved är lämpligt till en lägereld.

Brännved är virke som tas ut vid olika skogsbruksåtgärder, som gallring och slutavverkning. Detta virke är oftast av en lägre kvalitet, som inte efterfrågas av skogsindustrin. Detta virke lämpar sig därför väl för husbehovseldning. Inga verktyg krävs för att plocka upp dött virke, vilket gör brännved till en lättillgänglig form av bränsle.